# 哈宁厄市镇

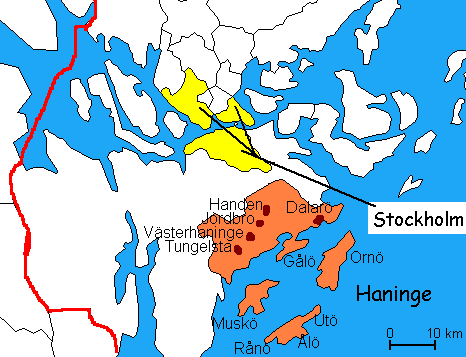
哈宁厄市镇（橙色）地理位置，其中红色边界线内为斯德哥尔摩省，黄色区域为斯德哥尔摩市镇

哈宁厄市镇（瑞典語：Haninge kommun）是瑞典中东部斯德哥尔摩省的一个市镇。其治所为汉登。
1971年，哈宁厄市由西哈宁厄（Västerhaninge）与东哈宁厄（Österhaninge）合并而来。